# Peligro (Shakira)
Peligro je drugi promotivni i ujedno prvi snimljeni album kolumbijske kantautorice Shakire. Album je objavljen 25. ožujka 1993. godine pod diskografskom kućom Sony Music Entertainment. Danas se više ne može naći na tržištu, zato ima veliku kolekcionarsku vrijednost. Album nije bio komercijalno uspješan. S albuma su objavljena četiri singla, "Peligro", "Brujería", "Eres" i "Tú Serás la Historia de Mi Vida".

## Popis pjesama
A strana
1. "Eres" (You Are) (Shakira) – 5:02
2. "Último Momento" (Last Moment) (Eduardo Paz) – 4:56
3. "Tú Serás la Historia de Mi Vida" (You Will Be My Life Story) (Desmond Child) – 4:52
4. "Peligro" (Danger) (Eduardo Paz) – 4:39
5. "Quince Años" (Fifteen Years) (Shakira) – 3:30

B strana
1. "Brujería" (Witchcraft) (Eduardo Paz) – 4:08
2. "Eterno Amor" (Eternal Love) (Eddie Sierra) – 4:47
3. "Controlas Mi Destino" (You Control My Destiny) (Shakira) – 4:36
4. "Este Amor Es Lo Más Bello Del Mundo" (This Love Is The Most Beautiful In The World) (Eduardo Paz) – 4:20
5. "1968"  (Shakira / Eduardo Paz) – 4:44

## Singlovi
- "Peligro"
- "Brujería"
- "Eres"
- "Tú Serás la Historia de Mi Vida"

## Vanjske poveznice
- Rate Your Music